# Windir
Windir (u prijevodu Ratnik) je bila black / viking metal grupa iz Sogndala u Norveškoj. Windir je kombinirao black metal s norveškom narodnom glazbom, uz primjese mitoloških i povijesnih priča.  Grupa je formirana 1994. godine, dok svoj prvi album izdaju tri godine kasnije — 1997. Isprva je to trebao biti solo projekt / jednočlana grupa Terje Bakkena, poznatog pod pseudonimom Valfar. Ipak, Valfar uviđa da mu je potrebna pomoć te kasnije dovodi još nekoliko članova. 
Windir postupno izdaje albume, četiri unutar deset godina postojanja, te svakim postiže bolje rezultate od prethodnog, od same realizacije albuma do prodaje.
Dana 14. siječnja 2004. godine Valfara pronalaze mrtvog u okrugu Sogndal, uzrok smrti je bila pothlađenost (hipotermija). Ostali članovi odlučuju raspustiti grupu, a uz pomoć novog gitarista; Ese, osnivaju grupu po imenu Vreid (u prijevodu gnjev).

## Diskografija
Studijski albumi
- Sóknardalr (1997.)
- Arntor (1999.)
- 1184 (2001.)
- Likferd (2003.)

Kompilacije
- Valfar, ein Windir (2004.)